# Ardvi
Ardvi (in armeno Արդվի?) è un comune di 213 abitanti (2001) della Provincia di Lori in Armenia.